# Raph
Raph (s pravim imenom Comte George Raphaël Béthenod de Montbressieux), pokojni francosko-argentinski dirkač, * 8. februar 1910, Buenos Aires, Argentina, † 16. junij 1994, Neuilly-sur-Marne, Pariz, Francija.
Comte George Raphaël Béthenod de Montbressieux, z dirkaškim vzdevkom Raph, se je rodil 8. februarja 1910 v Buenos Airesu grofu Montbressieuxa, bogatemu izdelovalcu svilenih izdelkov, in argentinski materi. Po teh letih dirkanja z avtocikli, sta za sezono 1935 skupaj z Raymondom Sommerjem kupila dirkalnik Alfa Romeo Tipo B. Po nesporazumu z Enzom Ferrarijem sta dobila dva dirkalnika, toda za drugega je moral Raph plačati 150.000 frankov. Z njim je v sezoni 1935 osvojil druga mesta na dirkah Velika nagrada Orléansa, Grand Prix de l´U.M.F. in Grand Prix du Comminges. 
Za sezono 1936 je kupil nov dirkalnik Maserati V8RI, toda sezono je končal brez uvrstitve. Na dirki 24 ur Le Mansa 1937 je doživel hudo nesrečo, po kateri je okreval kar pol leta. V sezoni 1938 je večinoma dirkal na dirkah nižjega tipa Voiturette, edini večji uspeh je dosegel na dirki Grand Prix de Pau, kjer je bil v razmeroma hudi konkurenci četrti. V sezoni 1939 je z dirkalnikom Delahaye 145 kot največji uspeh dosegel peto mesto na prvenstveni dirki za Veliko nagrado Nemčije. Po drugi svetovni vojni je v sezoni 1946 dosegel svojo edino pomembnejši zmago na dirki za Veliko nagrado Nantesa. Za sezono 1948 je kupil nov dirkalnik Talbot-Lago T26C, toda po dobrem drugem mestu na dirki Grand Prix du Comminges, je na dirki za Veliko nagrado Albija doživel hudo nesrečo v kateri je utrpel poškodbo lobanje, zaradi katere je še dolgo trpel za amnezijo. Občasno je še dirkal do leta 1949, toda brez večjih uspehov. Zaradi finančnih težav je postal mehanik prijatelja Maurica Chevaliera. Umrl je leta 1994 v Neuilly-sur-Marne, Pariz.